# Евгений II (патриарх Константинопольский)
Патриа́рх Евге́ний II (греч. Ευγένιος Β΄; 1780, Филиппополи — 27 июля 1822 Константинополь, Османская империя) — епископ Константинопольской православной церкви; с 1821 по 1822 год — патриарх Константинопольский.

## Биография
Родился в 1780 году в Пловдиве в болгарской семье. Получив только начальное образование, он был достаточно эрудированным и благочестивым. Незадолго до греческой революции 1821 года, в июля 1814 года он был избран и рукоположён во митрополита Писидийского.
В день, когда был низложен патриарх Григорий V великий драгоман патриархии Аристарх Ставраки по приказанию султана Махмуда II передал приказ Порты о немедленных выборах нового патриарха с условием, чтобы новый предстоятель трудился как чисто духовное лицо, не участвуя в дипломатических процессах. Выбор пал на епископа Писидийского Евгения. 10 апреля 1821 года, в день, когда патриарха Евгения II поздравляли с избранием все участники собора стали свидетелями казни патриарха Григория V, который был повешен на главных воротах Патриаршей резиденции. Идя за утверждением в своём звании, патриарх Евгений II должен был пройти мимо ещё не остывшего трупа своего предшественника.
Через несколько дней после избрания, 23 апреля 1821 года, буйствующая в столице турецкая чернь ворвалась в здание патриархии, разграбила имущество, убив нескольких священнослужителей и жестоко избив патриарха.
В сентябре 1821 года патриарх Евгений II был приглашен в Кипрскую церковь для рукоположения новых епископов на место четырёх, которые были повешены турками (но хиротонии им не были совершены).
27 июля 1822 года умер от сердечного приступа.